# Creu de la Bastida
La Creu de la Bastida és una creu de terme al municipi de Torà, a la comarca del Solsonès, inclosa a l'Inventari del Patrimoni Arquitectònic de Catalunya.

## Descripció
Creu monumental d'època moderna, segle xvi aproximadament. És a la confluència del terme de Torà amb l'antic de Cellers, feta de pedra sorrenca del país i constituïda, abans de ser parcialment destruïda el 1936, per una graonada, el sòcol, fust, capitell i creu.
Actualment se'n conserva la graonada, el sòcol i el fust. Tres graons disposats circularment en progressió decreixent, d'uns 3 m de radi, formen el basament d'aquesta creu.
Pel que fa al seu origen, la tradició oral explica que el cavaller Galzeran de Claret acompanyat de les seves forces, emprengué la construcció d'una bastida per foragitar els sarraïns de la vall de Cellers.